# ふわり (AV女優)
ふわり（1989年3月14日 - ）は、日本のAV女優。
愛知県出身。POPSTARグループ所属。

## 略歴
2008年3月に『新人!Kawaii*専属デビュ→ 149センチめんたる』でAVデビュー。
趣味は、海水浴。

## 出演作品

### アダルトビデオ
2008年
- 新人!Kawaii*専属デビュ→ 149センチめんたる♥ （3月25日、kawaii*）
- 学校でセックchu♥ （4月25日、kawaii*）
- ハイパーミニミニモザイク （5月25日、kawaii*）
- LOVE♥ドッピュン!! メガ顔射スペシャル!（6月25日、kawaii*）
- kawaii*女学園にようこそ! 学校でセックchu♥ 専属デラックス! （7月25日、kawaii*）…共演:原明奈、前乃さとみ
- 高貴美少女学園 35 2-C （8月1日、プレステージ）
- REC 49 （8月12日、プレステージ）
- 東京中出し女子校生 4 （8月18日、S級素人）
- DAISY26 （8月22日、Prestige）
- M女調教グラフティー 露出番外地 （10月8日、BUMPエンターテイメント）
- 美少女監禁飼育 2 （11月15日、テイクワン）
- 放課後ブルマ （11月15日、BeFree） ※「素人ゆきちゃん」名義
- 生意気女子校生をレイプして生中出ししちゃいました! NEO （11月21日、ケイ・エム・プロデュース）…共演:山下優、桜井春
- 放尿痴女 ふわり （12月1日、AVS）
- 幼精 -Loli fairy- 3 （12月15日、ケー・トライブ）
- THE PIANO LESSON （12月18日、LADY×LADY）…共演:明佐奈、桜庭彩

2009年
- なでしこガールズ Vol.4 （1月15日、マツエンターテインメント）
- （裏）手コキクリニック 〜完全版〜 性交クリニックファン感謝祭スペシャル （2月5日、SODクリエイト）…共演:工藤れいか、加藤ツバキ、成瀬心美、結城ひな、市川さなえ
- 東京FUNKYギャル ふわり（3月27日、ピエロ）
- アイドル病棟kawaii*クリニック♥ （8月25日、kawaii*）…共演:井上明日香、糸矢めい
- 記録 record:01（10月2日、ゴーゴーズ）
- 超S級女優10人の極上セックス 豪華な4時間！Vol.2（10月22日、サムライポルノ） DVD & Blu-ray オムニバス作品 他9名出演
- オレの部屋×制服のカノジョ 009（10月30日、ゴーゴーズ）

2010年
- 真正中出しの絶対アングル テラちんぽ＆解禁2穴アナル真正中出しFuck!! ふわり（1月19日、みるきぃぷりん♪）
- 中出し痴漢バス女子校生 ふわり（3月26日、I.B.WORKS）
- みるスポ！×2穴アナル真正中出しFuck×テラちんぽ ふわり（4月13日、みるきぃぷりん♪）

## テレビ番組

### バラエティー
- エロ生☆パラダイス （GyaOジョッキー、2009年2月24日放送）